# Де Местер, Луи
Луи Де Местер (нидерл. Louis August Edmond Hendrik De Meester; 28 октября 1904, Руселаре — 12 декабря 1987, Гент) — бельгийский композитор.
Пианист-самоучка, Де Местер работал тапёром, играл в ресторанах, затем отправился путешествовать, по прежнему зарабатывая на жизнь как ресторанный музыкант, жил и работал во Франции и Алжире. В 1933 г. стал преподавателем, а затем и директором музыкальной школы в Мекнесе (Марокко). В 1937 г. вернулся в Бельгию, некоторое время брал уроки теории и композиции у Поля Жильсона и Жана Абсиля.
После Второй мировой войны работал на радио. Вместе с Давидом ван ден Вустейне начал экспериментировать с электронной музыкой. В 1957 г. радио-опера Де Местера «Большое искушение святого Антония» (нидерл. De grote verzoeking van Sint-Antonius, на текст Мишеля де Гельдероде), использовавшая традиционную партитуру для солистов, хора и оркестра в сочетании с новейшими электронными эффектами, была представлена Бельгийским радио (дирижёр Леонс Грас) и получила международную премию Prix Italia. В 1962—1969 гг. художественный руководитель Института психоакустики и электронной музыки (IPEM) в Генте.
Лауреат ряда премий, почётный доктор Гентского университета (1980).